# Ламівудин
Ламівуди́н (англ. 3TC) — синтетичний противірусний препарат з групи нуклеозидних інгібіторів зворотної транскриптази для прийому всередину. Ламівудин був уперше синтезований у 1988 році групою дослідників під керівництвом канадського біохіміка Бернарда Белло. Ламівудин для клінічного застосування уперше був випущений компанією «GlaxoSmithKline», яка надалі передала частину прав на випуск препарату компанії «ViiV Healthcare», та був уперше схвалений FDA у 1995 році.

## Фармакологічні властивості
Ламівудин — синтетичний противірусний препарат з групи нуклеозидних інгібіторів зворотної транскриптази. Механізм дії препарату полягає в утворенні активного метаболіту — ламівудину трифосфату, що інгібує фермент вірусу ВІЛ зворотню транскриптазу та інгібує α-, β- та γ-ДНК-полімерази. Ламівудин активний до вірусу імунодефіциту людини та вірусу гепатиту B, тому препарат часто застосовується при поєднаній інфекції ВІЛ та вірусного гепатиту B.

### Фармакокінетика
Ламівудин при прийомі всередину швидко всмоктується, максимальна концентрація в крові досягається протягом 30—120 хвилин. Біодоступність препарату в дорослих складає 80—85 %, у дітей становить 66—68 %. В клітинах ламівудин фосфорилюється до активного метаболіту — ламівудину 5-трифосфату, що має подовжений час напіввиведення (10,5—15,5 год.). Препарат проникає через гематоенцефалічний бар'єр. Ламівудин проникає через плацентарний бар'єр та виділяється в грудне молоко. Препарат в незначній кількості (5—10 %) метаболізується в печінці з утворенням неактивних метаболітів. Ламівудин виводиться з організму переважно нирками в незміненому вигляді. Період напіввиведення ламівудину складає 2—11 годин, при порушенні функції нирок цей час може збільшуватись.

## Показання
Ламівудин застосовують у складі комбінованої терапії для лікування ВІЛ-інфекції та для постконтактної профілактики при імовірності зараженням ВІЛ. Ламівудин застосовують також при поєднанні ВІЛ-інфекції та вірусного гепатиту B.

## Побічна дія
При застосуванні ламівудину можливі наступні побічні ефекти:
- Алергічні реакції — часто (1—10 %) висипання на шкірі, гарячка та грипоподібний синдром, нежить, подразнення слизової оболонки носа.
- З боку травної системи — часто (1—10 %) нудота, блювання, діарея, зниження апетиту, біль ув животі; рідко (0,01—0,1 %) панкреатит.
- З боку нервової системи — часто (1—10 %) головний біль, порушення сну, депресія, запаморочення; дуже рідко (менше 0,01 %) парестезії, периферичні нейропатії.
- З боку опорно-рухового апарату — часто (1—10 %) артралгії, міалгії, міопатії, міозит; рідко (0,01—0,1 %) рабдоміоліз, остеонекроз.
- Інші побічні ефекти — часто (1—10 %) алопеція, кашель; рідко (0,01—0,1 %) ліподистрофія, лактатацидоз.
- Зміни в лабораторних аналізах — нечасто (0,1—1 %) анемія, нейтропенія, тромбоцитопенія, підвищення активності амінотрансфераз у крові; дуже рідко підвищення рівня активності амілази в крові, істинна еритроцитарна аплазія.

Під час проведення комбінованої антиретровірусної терапії у хворих зростає імовірність лактатацидозу та гепатонекрозу. При проведенні ВААРТ у хворих зростає імовірність розвитку гіпертригліцеридемії, гіперхолестеринемії, інсулінорезистентності, гіперглікемії та гіперлактемії. У хворих, що мають поєднану інфекцію вірусами ВІЛ та вірусу гепатиту B при відміні ламівудину можуть розвиватися миттєве загострення гепатиту зі значним підвищенням рівня активності амінотрансферза та імовірним розвитком печінкової недостатності. Під час проведення ВААРТ зростає імовірність синдрому відновлення імунної системи із загостренням латентних інфекцій та загострення вірусного гепатиту B.

## Протипоказання
Ламівудин протипоказаний при підвищеній чутливості до препарату, панкреатиті, периферичній невропатії, важкій нирковій недостатності, лейкопенії, важкій анемії (Hb<75 г/л).

## Форми випуску
Ламівудин випускається у вигляді таблеток по 0,15 та 0,3 г та суспензії для перорального застосування. Ламівудин входить до складу комбінованих препаратів Тризівір (разом з зидовудином та абакавіром) та Ківекса (або аналогічний Епзіком) разом із абакавіром.